# Mystus oculatus
Mystus oculatus är en fiskart som först beskrevs av Valenciennes, 1840.  Mystus oculatus ingår i släktet Mystus och familjen Bagridae. IUCN kategoriserar arten globalt som livskraftig. Inga underarter finns listade i Catalogue of Life.